# Trou noir supermassif

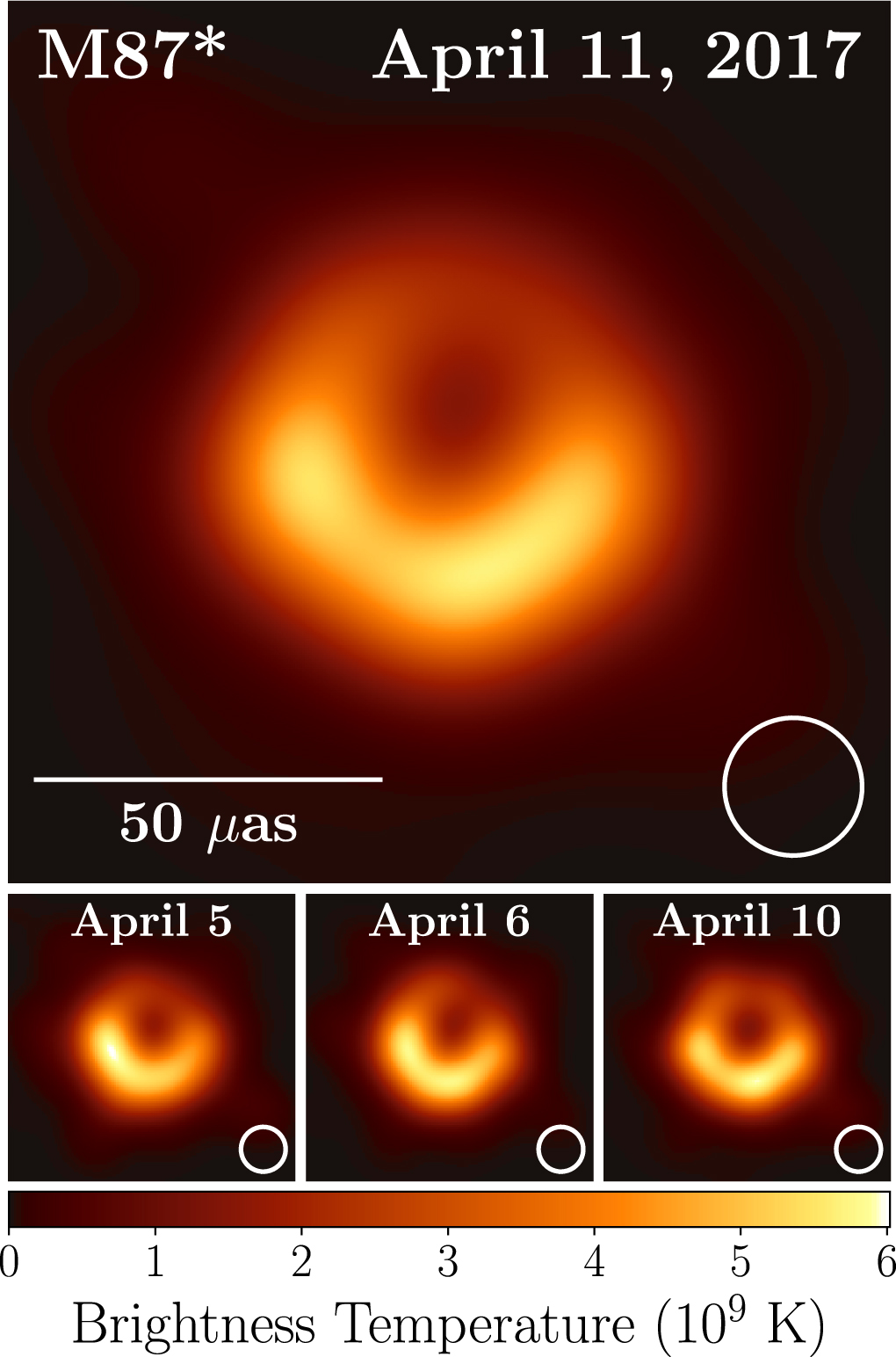
Images du trou noir supermassif M87* et de son disque d'accrétion par l’en.

Pour les articles homonymes, voir Trou noir (homonymie) et TNSM.

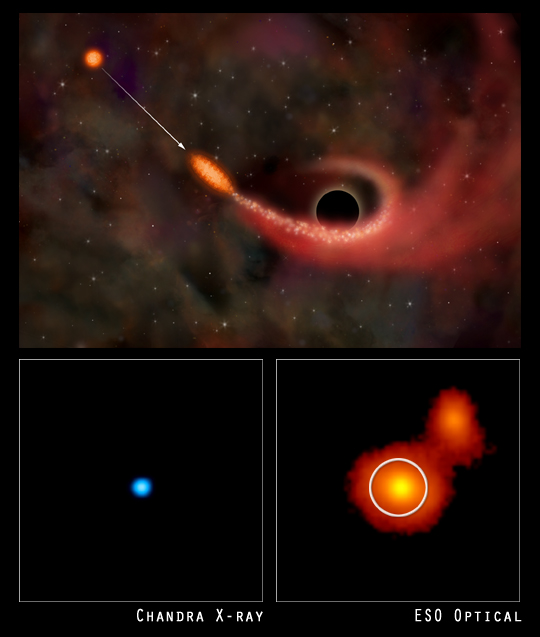
En haut : vue d'artiste d’un trou noir supermassif absorbant la matière environnante. En bas : images supposées d'un trou noir dévorant une étoile dans la galaxie RXJ 1242-11. Photo en rayons X avec le télescope Chandra à gauche ; photo optique prise par le VLT de l'ESO à droite.

Un trou noir supermassif (TNSM) est un trou noir dont la masse est de l'ordre d'un million de masses solaires ou plus (4 millions pour la voie lactée). Il constitue l’un des quatre types de trous noirs avec les trous noirs primordiaux, les trous noirs stellaires, les trous noirs intermédiaires. Étant les plus massifs, leur masse peut atteindre jusqu'à 40 milliards de masses solaires (ainsi celui de la galaxie Holmberg 15A). Les trous noirs supermassifs se trouvent au centre des galaxies massives et c'est un quasi consensus dans la communauté scientifique que chaque grosse galaxie abrite un tel objet. C'est le cas au centre de notre galaxie, la Voie lactée, qui abrite un tel trou noir supermassif, à savoir la source Sagittarius A*.

## Trous noirs supermassifs au centre des galaxies
Aujourd’hui, de nombreuses observations montrent qu’à peu près toutes les grandes galaxies possèdent un trou noir supermassif en leur centre. C’est, par exemple, le cas de notre propre galaxie, la Voie lactée. L'indice le plus significatif de la présence d’un tel trou noir dans notre galaxie est le mouvement orbital des étoiles les plus proches du centre galactique, dans la région appelée Sagittarius A*. Le suivi des trajectoires a permis de mesurer directement la masse du trou noir central : 4,2 ± 0,2 millions de masses solaires,. En 2002, des astronomes suivent l’étoile S2 dans Sagittarius A* et montrent qu’elle s’approche jusqu’à 17 heures-lumière du trou noir central,,.

## Observations
En juin 2016, l'instrument d'interférométrie GRAVITY, installé au Très Grand Télescope et développé par l'Institut de planétologie et d'astrophysique de Grenoble, le Laboratoire d'études spatiales et d'instrumentation en astrophysique de Paris et le centre français en aérospatial, observe avec une précision inégalée, dans la banlieue de Sagittaire A*, le trou noir supermassif distant de 25 000 années-lumière qui occupe le centre de la Voie lactée. Ces observations représentent une réussite technique de la communauté scientifique d'autant plus mémorable que l'étoile S2, ayant une orbite elliptique autour de ce trou noir supermassif, est passée en 2018 au plus près de ce dernier.
Le 10 avril 2019, l’Event Horizon Telescope publie les premières images d'un trou noir, M87*, trou noir supermassif situé au centre de M87,.
Entre mars et juillet 2021, en utilisant encore ce très grand télescope, Reinhard Genzel et son équipe  observent des étoiles proches de Sagittaire A*. Ils constatent que l'étoile S29 s'accélère jusqu'à une vitesse de 8 740 km/s (plus rapide que celle de S2) et découvrent ainsi  une nouvelle étoile S300. Ils en concluent qu'au centre de la Voie lactée, 99,9 % de la masse appartient au trou noir supermassif de Sagittaire A*.
L'image du trou noir central de la Voie lactée Sagittarius A* est présentée en mai 2022 à l'issue d'un long travail de traitement de données.
Le télescope spatial de la mission européenne Gaïa permet de cartographier en 2024 1,3 million de quasars, soit la partie visible des trous noirs supermassifs, dont le plus éloigné n'est daté que de 1,5 milliard d'années après le Big Bang.

## Propriétés
Par comparaison avec un trou noir stellaire, la densité moyenne d’un trou noir supermassif peut en fait être très faible (parfois plus faible que celle de l’eau). Cela s’explique par le fait que le rayon de Schwarzschild du trou noir croît proportionnellement à la masse, ce qui induit que la densité moyenne à l'intérieur de son rayon de Schwarzschild décroît selon le carré de sa masse. Plus le trou noir est grand, moins sa densité moyenne est grande, même si sa masse croît sans limite. Ainsi, la masse volumique d'un trou noir de 1,357 4 × 108 masses solaires est comparable à celle de l'eau. Pour se représenter un tel trou noir, on peut imaginer une boule d'eau de 400 millions de kilomètres de rayon, s'étendant donc du Soleil jusqu'à la ceinture d'astéroïdes. Une telle boule, si elle existait, s'effondrerait sous l'effet de sa propre gravité pour former un trou noir d'un rayon de Schwarzschild égal à son rayon initial. Un trou noir de 4,292 5 × 109 masses solaires aurait la masse volumique de l'air et un rayon de 12,7 milliards de kilomètres. Le trou noir M87* a une masse de l'ordre de 6,5 × 109 masses solaires et un rayon de 19 milliards de kilomètres ; son diamètre est donc de 38 milliards de kilomètres, ou 35 heures-lumière ; comme il est situé à 53,5 millions d'années-lumière de la Terre, son diamètre apparent serait de 15,5 μas (microsecondes d'arc). Son ombre, enregistrée par la collaboration Event Horizon Telescope, a un diamètre de l'ordre de 25 μas.
Autre fait notable, les forces de marées sont négligeables au voisinage de l’horizon des évènements d’un trou noir supermassif, car la singularité gravitationnelle centrale en est très éloignée. Ce qui fait qu’un explorateur s’approchant d’un trou noir supermassif ne ressentirait rien de particulier lors du franchissement de son horizon.

## Formation
La formation des trous noirs supermassifs est encore fortement débattue, mais elle se fait certainement sur de bien plus grandes échelles de temps que le délai de formation d’un trou noir stellaire. Ces derniers apparaissent après l’explosion d’une supernova produite par une étoile massive, comme une étoile Wolf-Rayet, ou d'une hypernova. 
L’hypothèse la plus simple de la formation des trous noirs supermassifs est de commencer par un trou noir stellaire, accrétant ensuite de la matière pendant des milliards d’années. Cette hypothèse a cependant de nombreux défauts, parmi lesquels la nécessité d’une très grande densité d’étoiles dans son voisinage proche pour nourrir continuellement le trou noir.
Surtout des observations nouvelles ont montré l’existence de trous noirs supermassifs aux très grands décalages vers le rouge, c’est-à-dire au début de l’évolution de l’Univers. Ces trous noirs n’auraient ainsi pas eu le temps de se former par simple accrétion d’étoiles, même si elles auraient alors été très massives. Il reste donc à en déterminer le processus, mais il semble possible que la formation de tels trous noirs ait été très rapide, dès les débuts de l’Univers,. Une hypothèse en ce sens est qu'il est possible que ces trous noirs supermassifs se soient formé au sein de quasi-étoiles au début de l'univers.

## Exemples

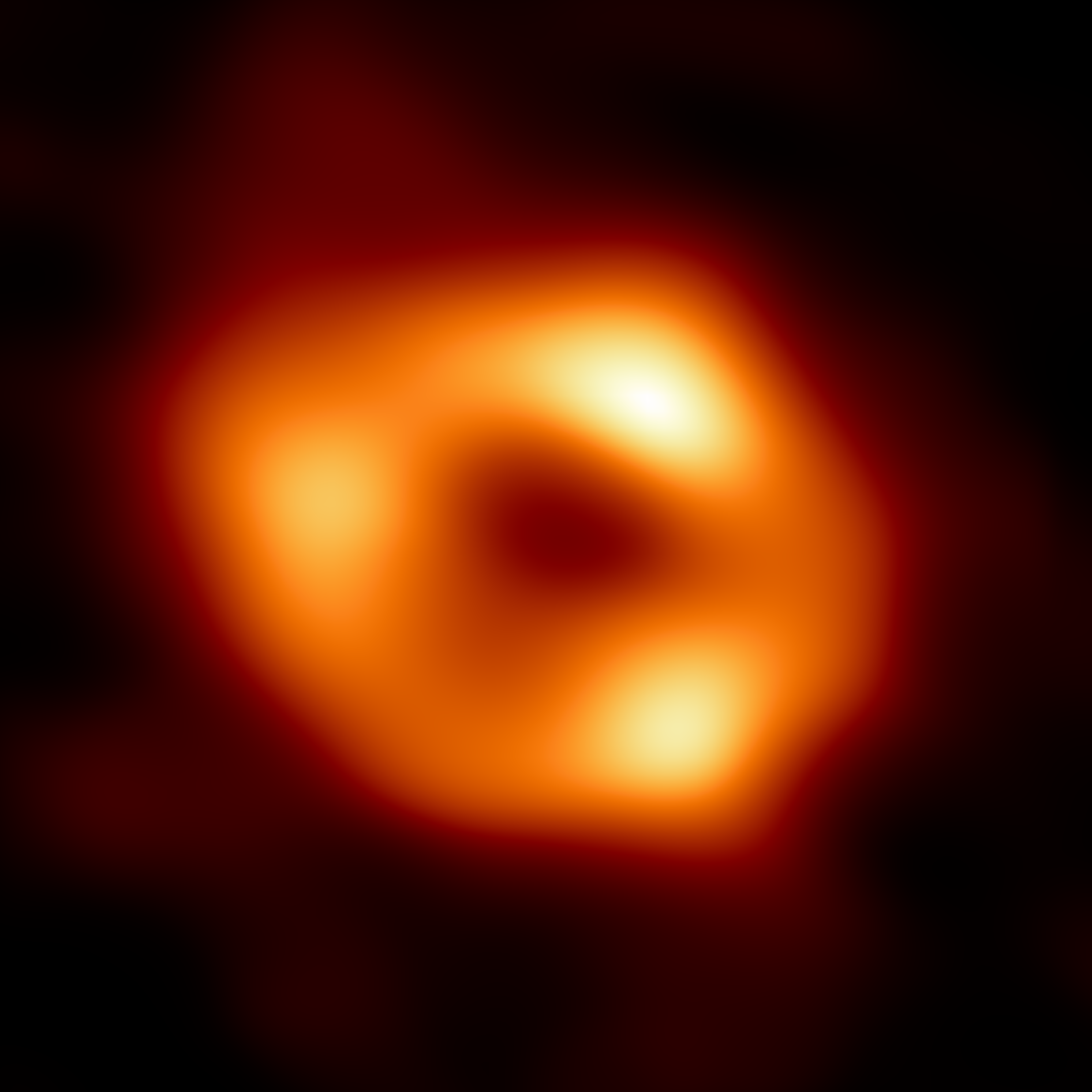
Visualisation du disque d'accrétion de Sagittarius A* réalisée par l'Event Horizon Telescope.

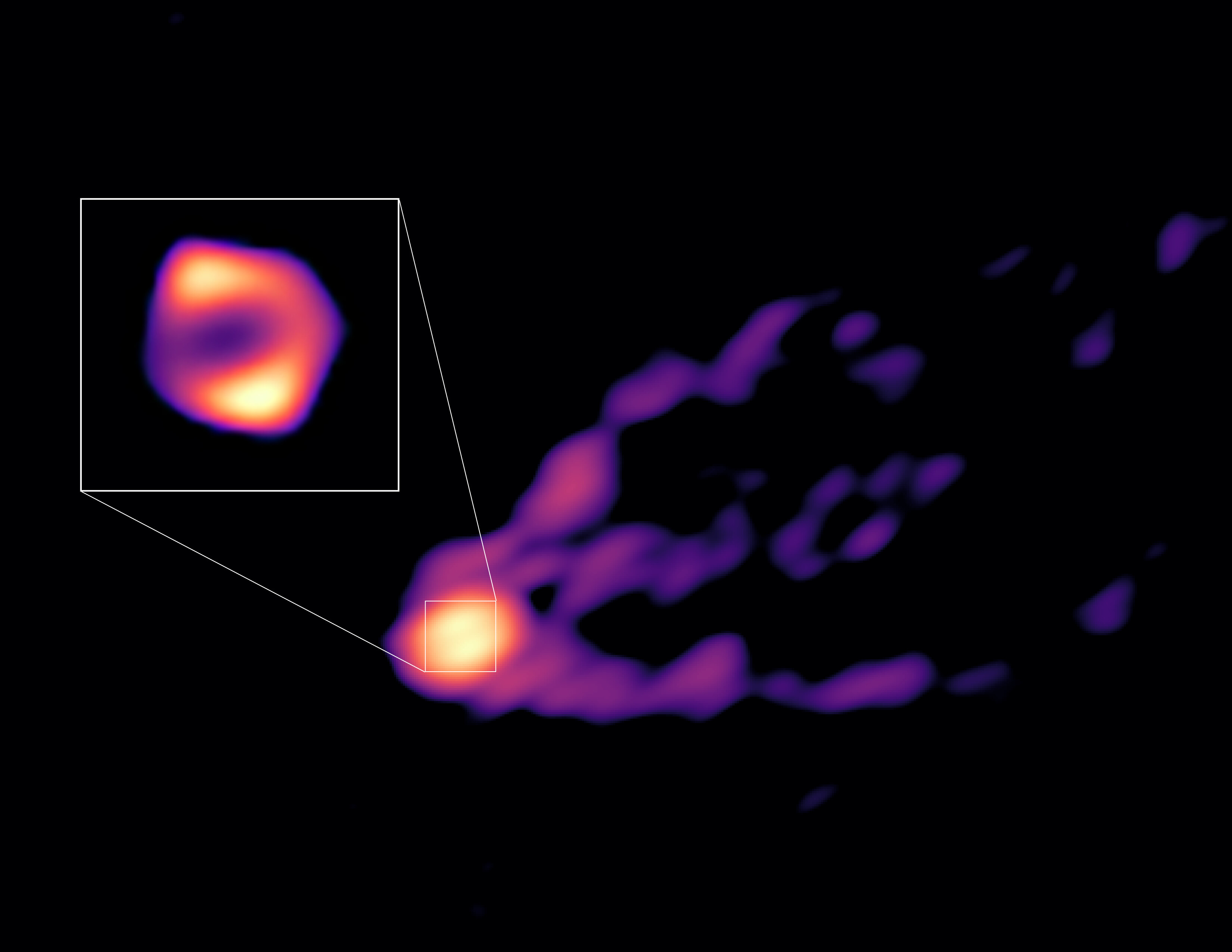
Image du trou noir et du jet de M87, obtenue en 2023 par une collaboration internationale.

Situé à 26 000 années-lumière de la Terre, le trou noir du centre de la Voie lactée a une masse de 4,2 millions de fois celle du Soleil et son diamètre est d'une vingtaine de millions de kilomètres.
Au cœur des galaxies de l'Univers, les trous noirs dits supermassifs sont compris dans la fourchette d'un million à 40 milliards de fois la masse du Soleil. Ils se trouvent par exemple dans :
- 4C +37.11 dans la constellation de Persée ;
- Abell 400 dans la constellation de la Baleine ;
- APM 08279+5255 dans la constellation du Lynx ;
- HE 0450-2958 dans la constellation du Burin ;
- MRC 1138-262 dans la constellation de l'Hydre ;
- OJ 287 dans la constellation du Cancer ;
- NGC 4261 dans la constellation de la Vierge ;
- Porphyrion dans la constellation du Dragon ;
- Q0906+6930 dans la constellation de la Grande Ourse ;
- Sagittarius A*, au cœur de la Voie lactée, dans la constellation du Sagittaire ;
- CGCG 049-033, située à 600 millions d'années-lumière de la Terre, a un trou noir estimé à un milliard de masses solaires et a engendré le jet record de particules long de près de 1,5 million d'années-lumière ;
- le centre de la galaxie M87, le trou noir supermassif M87* émettant un jet découvert en 1997 et ayant une masse de 6,8 milliards de masses solaires[20] située dans un rayon de seulement dix années-lumière[21] ;
- J1148+5251, contenant un trou noir supermassif de plusieurs milliards de fois la masse du Soleil[22].

Le satellite Chandra a permis d’observer, au centre de la galaxie NGC 6240, deux trous noirs supermassifs en orbite l’un autour de l’autre.